# Brachychaeteuma quartum
Brachychaeteuma quartum är en mångfotingart som beskrevs av Brade-Birks 1918. Brachychaeteuma quartum ingår i släktet Brachychaeteuma och familjen snaggdubbelfotingar. Inga underarter finns listade i Catalogue of Life.